# Championnat d'Espagne de football de deuxième division 1929-1930
Navigation
Segunda División 1929 Segunda División 1930-31
Le championnat d'Espagne de football D2 1929-1930 est la 2e édition du championnat. Organisé par la Fédération royale espagnole de football, le championnat se déroule du 1er décembre 1929 au 30 mars 1930.
Le vainqueur du championnat et le seul club promu en première division est le CD Alavés.

## Règlement de la compétition
Comme la saison précédente, le championnat est composé d'un groupe de dix clubs. Selon un système de ligue, les dix équipes s'affrontent à deux reprises, une fois à domicile et une fois à l'extérieur, soit un total de dix-huit matches. L'ordre des matches a été décidé par un tirage au sort avant le début de la compétition.
Le classement final est établi sur la base des points obtenus lors de chaque rencontre, à raison de deux points par match gagné, un pour un match nul et aucun pour une défaite. Si, à la fin du championnat, deux équipes ont le même nombre de points, les critères établis par le règlement pour départager les équipes sont les suivants :
1. Les confrontations directes entre les équipes à égalité.
2. Si l'égalité persiste, celui qui a la meilleure différences de buts.

La principale nouveauté de cette saison est l'introduction de la promotion directe à la place d'un match de barrage entre le dernier de première division et le premier de deuxième division. Ainsi, l'équipe ayant obtenu le plus de points à la fin du championnat est championne de la deuxième division et promue en première division pour la saison suivante, étant remplacée par la dernière équipe classée de cette catégorie.
Il y a également eu des changements dans la relégation, puisqu'il n'y a qu'une seule relégation en troisième division, et non deux, comme la saison précédente.

## Équipes participantes
| \| CD Alavés Real Betis Cultural Leonesa Deportivo Gijón Iberia SC Murcie Oviedo Séville FC Valence FC \| Localisation des clubs engagés dans le championnat. |
| CD Alavés Real Betis Cultural Leonesa Deportivo Gijón Iberia SC Murcie Oviedo Séville FC Valence FC                                                           |

| Clubs                | Ville           | Stade                      |
| -------------------- | --------------- | -------------------------- |
| CD Alavés            | Vitoria-Gasteiz | Stade de Mendizorroza      |
| Real Betis Balompié  | Séville         | Campo del Patronato Obrero |
| Cultural Leonesa     | León            | Campo de Guzmán            |
| Deportivo La Corogne | La Corogne      | Stade de Riazor            |
| Iberia SC            | Saragosse       | Campo de Terrero           |
| Real Murcie          | Murcie          | Stade de La Condomina      |
| Real Oviedo          | Oviedo          | Stade de Teatinos          |
| Séville FC           | Séville         | Stade de Nervión           |
| Sporting Gijón       | Gijón           | Stade El Molinón           |
| Valence FC           | Valence         | Stade de Mestalla          |

## Classement
| Rang | Équipe               | Pts | J  | G | N | P  | Bp | Bc | Diff |  | Résultats (▼ dom., ► ext.) | ALA | SPO | IBE | SEV | OVI | VAL | DEP | MUR | BET | CUL |
| ---- | -------------------- | --- | -- | - | - | -- | -- | -- | ---- |  | -------------------------- | --- | --- | --- | --- | --- | --- | --- | --- | --- | --- |
| 1    | CD Alavés            | 22  | 18 | 9 | 4 | 5  | 44 | 19 | +25  |  | CD Alavés                  |     | 3-1 | 0-0 | 5-0 | 6-0 | 4-1 | 5-1 | 5-0 | 2-0 | 5-0 |
| 2    | Sporting Gijón       | 21  | 18 | 9 | 3 | 6  | 29 | 28 | +1   |  | Sporting Gijón             | 2-1 |     | 2-0 | 2-1 | 1-3 | 2-1 | 4-1 | 3-2 | 2-1 | 3-0 |
| 3    | Iberia SC            | 21  | 18 | 9 | 3 | 6  | 26 | 22 | +4   |  | Iberia SC                  | 1-0 | 0-0 |     | 2-1 | 4-1 | 3-3 | 0-0 | 2-0 | 4-1 | 2-2 |
| 4    | Séville FC           | 20  | 18 | 9 | 2 | 7  | 41 | 26 | +15  |  | Séville FC                 | 2-1 | 2-0 | 1-2 |     | 4-0 | 4-0 | 4-1 | 6-1 | 2-0 | 6-1 |
| 5    | Real Oviedo          | 18  | 18 | 8 | 2 | 8  | 37 | 44 | -7   |  | Real Oviedo                | 0-1 | 2-0 | 2-2 | 3-2 |     | 5-0 | 2-1 | 1-3 | 4-1 | 3-0 |
| 6    | Valence FC           | 18  | 18 | 7 | 4 | 7  | 40 | 43 | -3   |  | Valence FC                 | 1-1 | 2-2 | 3-1 | 4-2 | 2-3 |     | 2-2 | 4-0 | 2-1 | 3-1 |
| 7    | Deportivo La Corogne | 17  | 18 | 6 | 5 | 7  | 33 | 37 | -4   |  | Deportivo La Corogne       | 4-0 | 0-0 | 3-0 | 0-0 | 4-1 | 3-1 |     | 3-4 | 1-0 | 4-3 |
| 8    | Real Murcie P        | 15  | 18 | 6 | 3 | 9  | 40 | 50 | -10  |  | Real Murcie                | 2-2 | 3-0 | 1-1 | 2-1 | 4-4 | 4-6 | 6-2 |     | 4-0 | 3-4 |
| 9    | Real Betis Balompié  | 14  | 18 | 6 | 2 | 10 | 29 | 39 | -10  |  | Real Betis Balompié        | 3-2 | 2-4 | 1-1 | 0-2 | 5-2 | 5-2 | 3-1 | 2-1 |     | 2-1 |
| 10   | Cultural Leonesa P   | 14  | 18 | 5 | 4 | 9  | 30 | 41 | -11  |  | Cultural Leonesa           | 1-1 | 4-0 | 0-1 | 2-0 | 3-1 | 0-3 | 2-2 | 4-0 | 2-2 |     |

Promotion et relégation
- 1er : promotion en Primera División
- 10e : relégation en Tercera División

Abréviations
- P : Promus du groupe B de Segunda División 1929

### Évolution du classement
| Journée →            | 1  | 2  | 3  | 4  | 5  | 6  | 7  | 8  | 9  | 10 | 11 | 12 | 13 | 14 | 15 | 16 | 17 | 18 | Journées promouvable | Journées relégable |
| Équipe               |    |    |    |    |    |    |    |    |    |    |    |    |    |    |    |    |    |    |                      |                    |
| -------------------- | -- | -- | -- | -- | -- | -- | -- | -- | -- | -- | -- | -- | -- | -- | -- | -- | -- | -- | -------------------- | ------------------ |
| CD Alavés            | 7  | 3  | 6  | 3  | 3  | 1  | 1  | 1  | 3  | 2  | 3  | 2  | 4  | 4  | 2  | 3  | 1  | 1  | 5                    |                    |
| Sporting Gijón       | 4  | 9  | 5  | 2  | 2  | 3  | 2  | 2  | 2  | 4  | 2  | 3  | 2  | 2  | 1  | 2  | 3  | 2  | 1                    |                    |
| Iberia SC            | 5  | 1  | 7  | 5  | 4  | 4  | 3  | 3  | 1  | 1  | 1  | 1  | 1  | 1  | 3  | 1  | 2  | 3  | 8                    |                    |
| Séville FC           | 8  | 6  | 3  | 6  | 6  | 6  | 7  | 5  | 6  | 3  | 6  | 4  | 3  | 3  | 4  | 4  | 4  | 4  |                      |                    |
| Real Oviedo          | 10 | 10 | 10 | 10 | 8  | 8  | 10 | 9  | 10 | 9  | 9  | 7  | 8  | 7  | 8  | 8  | 7  | 5  |                      | 6                  |
| Valence FC           | 9  | 8  | 9  | 9  | 9  | 9  | 8  | 8  | 7  | 6  | 5  | 6  | 5  | 6  | 5  | 5  | 5  | 6  |                      |                    |
| Deportivo La Corogne | 2  | 7  | 4  | 7  | 7  | 7  | 5  | 4  | 5  | 7  | 4  | 5  | 6  | 5  | 6  | 6  | 6  | 7  |                      |                    |
| Real Murcie          | 6  | 2  | 2  | 1  | 1  | 2  | 4  | 7  | 8  | 8  | 8  | 9  | 7  | 9  | 7  | 7  | 8  | 8  | 2                    |                    |
| Real Betis Balompié  | 1  | 4  | 8  | 8  | 10 | 10 | 9  | 10 | 9  | 10 | 10 | 10 | 10 | 10 | 9  | 9  | 9  | 9  | 1                    | 8                  |
| Cultural Leonesa     | 3  | 5  | 1  | 4  | 5  | 5  | 6  | 6  | 4  | 5  | 7  | 8  | 9  | 8  | 10 | 10 | 10 | 10 | 1                    | 4                  |

## Bilan de la saison
| Championnat d'Espagne de football de deuxième division 1929-1930 |                       |
| Champion                                                         | CD Alavés (1er titre) |
| Dauphin                                                          | Sporting Gijón        |
| Promotions et relégations                                        |                       |
| Promus en Primera División                                       | CD Alavés             |
| Relégués en Segunda División                                     | Athletic Madrid       |
| Promus en Segunda División                                       | CD Castellón          |
| Relégués en Tercera División                                     | Cultural Leonesa      |